# Сан Пјетро (Мантова)
Сан Пјетро је насеље у Италији у округу Мантова, региону Ломбардија.
Према процени из 2011. у насељу је живело 101 становника. Насеље се налази на надморској висини од 38 м.